# Andrid (gmina)
Andrid – gmina w Rumunii, w okręgu Satu Mare. Obejmuje miejscowości Andrid, Dindești i Irina. W 2011 roku liczyła 2506 mieszkańców.